# Pops Foster

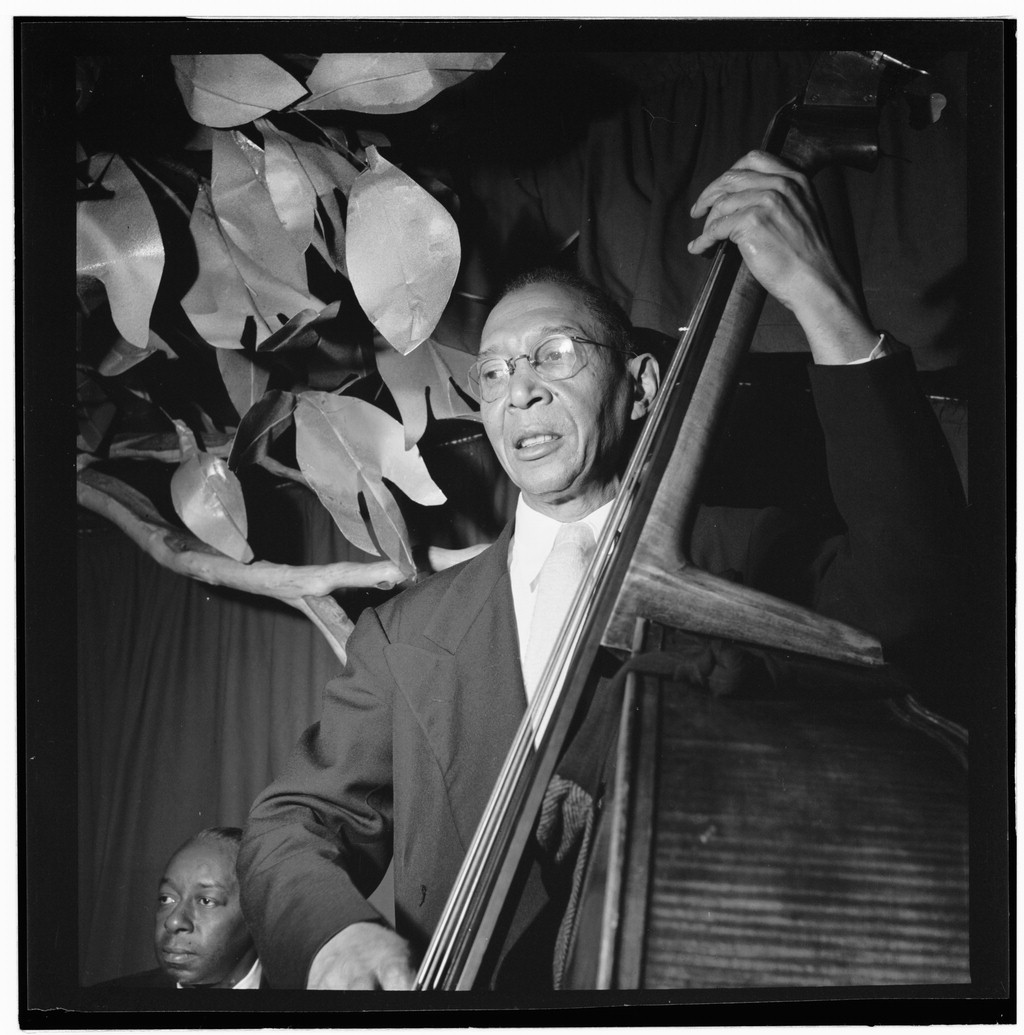
Pops Foster, New York 1947, Foto: William P. Gottlieb

George Murphy Foster, genannt Pops Foster (* 18. Mai 1892 in McCall im Ascension Parish, Louisiana; † 30. Oktober 1969 in San Francisco), war ein US-amerikanischer Jazz-Bassist des New Orleans Jazz. Er spielte auch Tuba und Trompete. Foster gilt als erster bedeutender Bassist des Jazz.

## Leben und Wirken
Er wurde auf einer Plantage in Südlouisiana (im Pfarrbezirk Ascension) nahe Baton Rouge geboren. Mit zehn Jahren zog er mit seiner Familie nach New Orleans. Während sein älterer Bruder begann, Banjo und Gitarre zu spielen, startete er mit Cello und wechselte dann zum Bass. Ab 1907 begann er professionell in Bands wie denen von Armand Piron, Kid Ory und King Oliver in New Orleans zu spielen. 1918–1921 spielte er auf den Flussdampfer-Orchestern von Fate Marable (wo er Tuba spielte). Er ging mit Kid Ory nach Los Angeles und war Mitte der 1920er Jahre in St. Louis bei Charlie Creath und Dewey Jackson. 1928 ging er nach New York City zu King Oliver und spielte in den 1930er Jahren dann dort im Luis Russell Orchester und mit Louis Armstrong.

In den 1940er Jahren brachte er es im damaligen „Dixieland“-Revival zu großer Popularität, zum Beispiel mit Mezz Mezzrow, Art Hodes, Bob Wilber und Sidney Bechet (1945). 1942 ging er als Arbeiter zur New Yorker U-Bahn. 1946 nahm er mit Dan Burley auf, Ende der 1940er Jahre und auch 1952 (mit Jimmy Archey) tourte er in Europa (speziell Frankreich). Anfang der 1950er Jahre spielte er regelmäßig im Central Plaza-Hotel in New York und war 1954 mit Papa Celestin in New Orleans. Zwischen 1956 und 1961 spielte er mit Earl Hines in San Francisco und 1963 bis 1964 mit dem Trio von Elmer Snowden. 1966 besuchte er mit den New Orleans All Stars Europa. Seinen Wohnsitz hatte er zuletzt in San Francisco, wo er auch seine Erinnerungen diktierte (die posthum, 1971 erschienen).
Kennzeichen seines Spiels war der slapping bass (Zurückschnellen der Saite gegen das Griffbrett). Foster war zweimal verheiratet (1912 mit Bertha Foster, 1936 mit Alma).

## Diskographische Hinweise
- GeorgePops Foster (American Music, 1968) mit Art Hodes